# John Wallace (aviron)
Pour les articles homonymes, voir John Wallace.
John Wallace, né le 1er avril 1962 à Burlington (Ontario), est un rameur d'aviron canadien. 
Il est l'ex-mari de la rameuse Silken Laumann.

## Carrière
John Wallace participe aux Jeux olympiques de 1992 à Barcelone et remporte la médaille d'or avec le huit canadien composé de Andrew Crosby, Bruce Robertson, Michael Forgeron, Robert Marland, Darren Barber, Terence Paul, Derek Porter et Michael Rascher. Il est aussi médaillé d'argent en huit aux Championnats du monde d'aviron 1990 et aux Championnats du monde d'aviron 1991.